# Сеспедес-и-Бертини, Альба де
А́льба де Се́спедес-и-Берти́ни, также известная под коротким именем А́льба де Се́спедес (итал. Alba de Céspedes y Bertini; 11 марта 1911 — 14 ноября 1997) — итальянская писательница.

## Семья
Де Сеспедес родилась в семье Карлоса Мануэля де Сеспедес-и-Кесады, кубинского посла в Италии, и итальянки Лауры Бертини-и-Алессандри. Дедушка — Карлос Мануэль де Сеспедес, кубинский «отец Отечества». Дальний родственник — Перучо Фигередо. Была замужем за итальянским дипломатом Боуноус, Франко.

## Биография
В 1930-х годах де Сеспедес работала журналисткой в Piccolo, Epoca и La Stampa. В 1935 году она написала свой первый роман L’Anima Degli Altri. Большое влияние на её художественную литературу оказали культурные события, которые привели к Второй мировой войне. В своих произведениях де Сеспедес прививает женским героям субъективность Основным мотивом её работ является этика мотивов женщин. В 1935 году Альбу де Сеспедес и Бертини посадили в тюрьму за антифашистскую деятельность в Италии. Также были запрещены два её романа (Nessuno Torna Indietro (1938) и La Fuga (1940)). В 1943 году она снова была заключена в тюрьму за помощь Радио Партиджана в Бари, где была радиоведущей Сопротивления, известной как Клоринда. С июня 1952 года до конца 1958 года де Сеспедес вела колонку агонии под названием Dalla parte di lei в журнале Epoca. Позже журналистка написала сценарий к фильму Микеланджело Антониони 1955 года «Амиш». Также её работы были частью литературного мероприятия в художественном конкурсе на Летних Олимпийских играх 1936 года.
После войны писательница переехала жить в Париж.

## Визит на Кубу
В октябре 1968 года де Сеспедес присутствовала на праздновании столетия борьбы Кубы за независимость. Одно из мероприятий, на котором присутствовал Фидель Кастро, проходило 10 октября 1868 года в Мансанильо на Кубе, где дед Альбы де Сеспедес и Бертини, Карлос Мануэль де Сеспедес, выступил с речью против Испании, которая стала причиной Десятилетней войны. Во время этой поездки писательница также подарила Кубинскому национальному архиву письма, написанные её дедом между 1871 и 1874 годами своей жене.